# 보잉 F-15I
보잉 F-15I는 F-15E 스트라이크 이글의 이스라엘판이다. F-15E와 같은 AN/APG-70 레이다를 탑재하고 있으며 21대를 보유하고 있다.

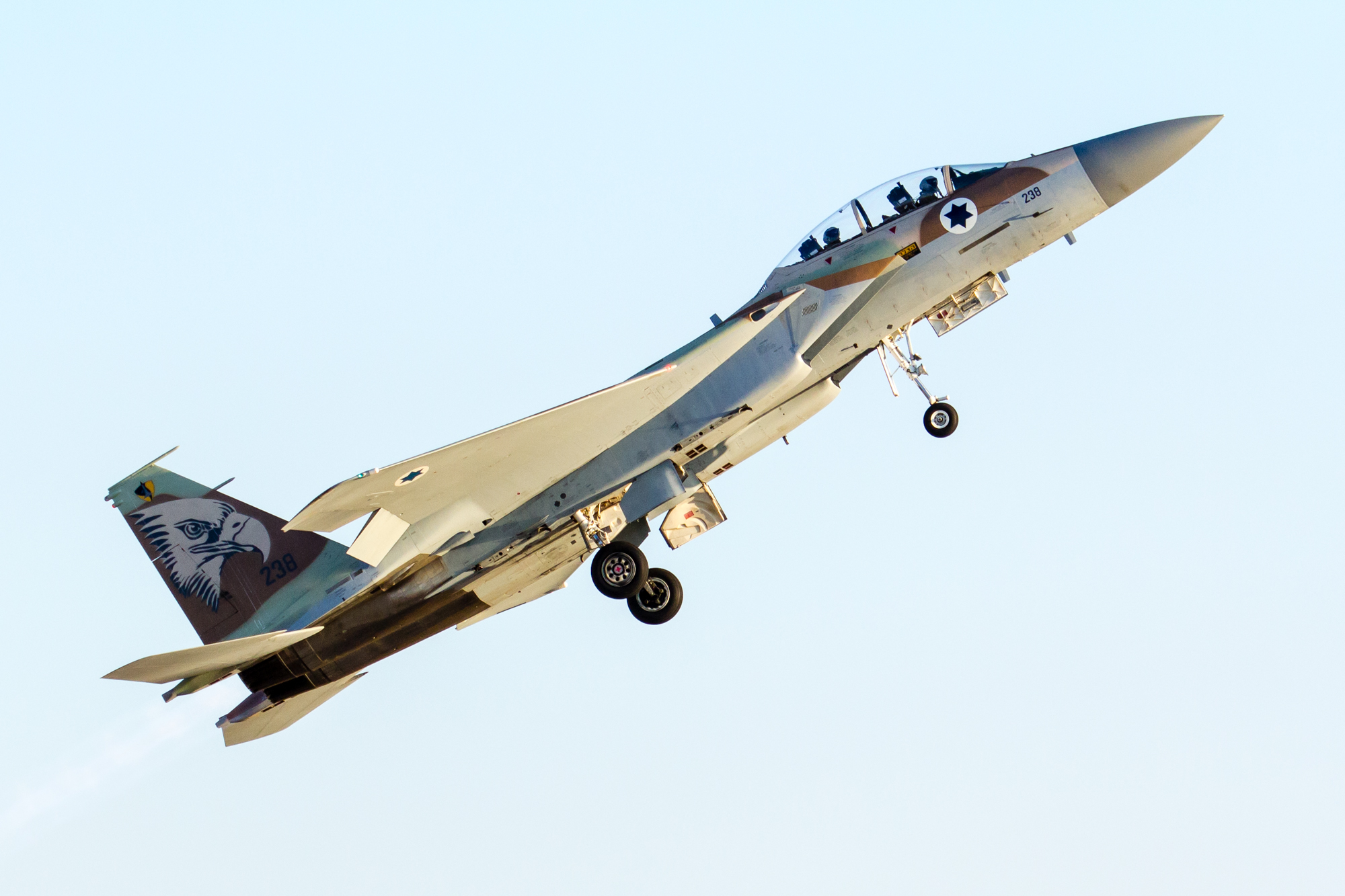
F-15I의 옆모습이다.

## 역사
이스라엘 공군은 기존에 F-15C/D 50여대를 운용중이었다. APG-63 레이다를 가진 F-15C/D를 보완하기 위해서 APG-70 레이다를 갖춘 F-15E를 도입하게 되는데, 2조원을 들여서 사업을 벌였다. 총 21대의 F-15I를 도입하게 되는데, 대당 900억원 꼴로 도입했다. 그렇게 이스라엘의 F-15 편성은 구형 F-15 50대와 신형 20대로 구성된다.
2007년 오차드 작전으로 시리아 원전을 파괴했다.

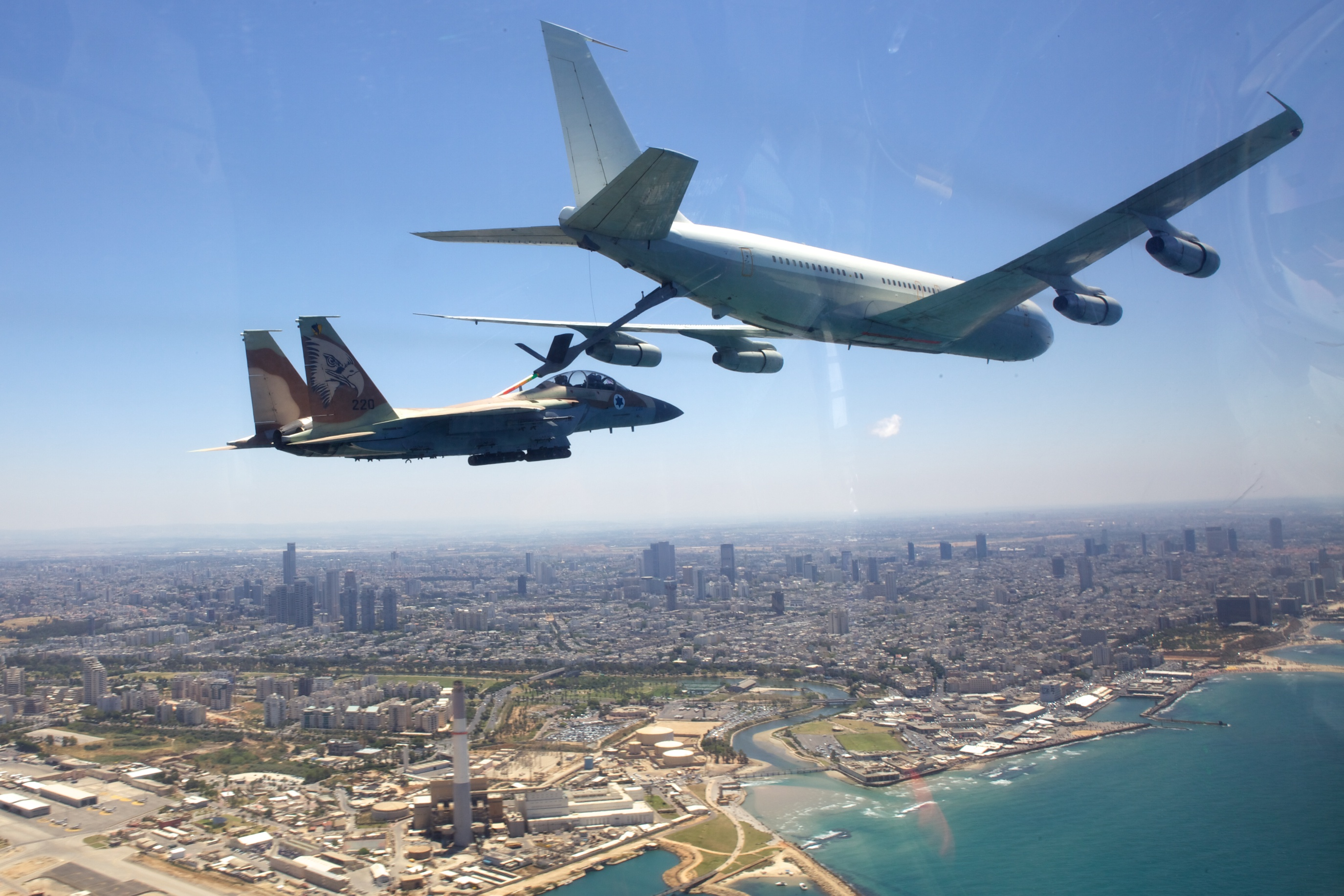
공중급유받는 모습.

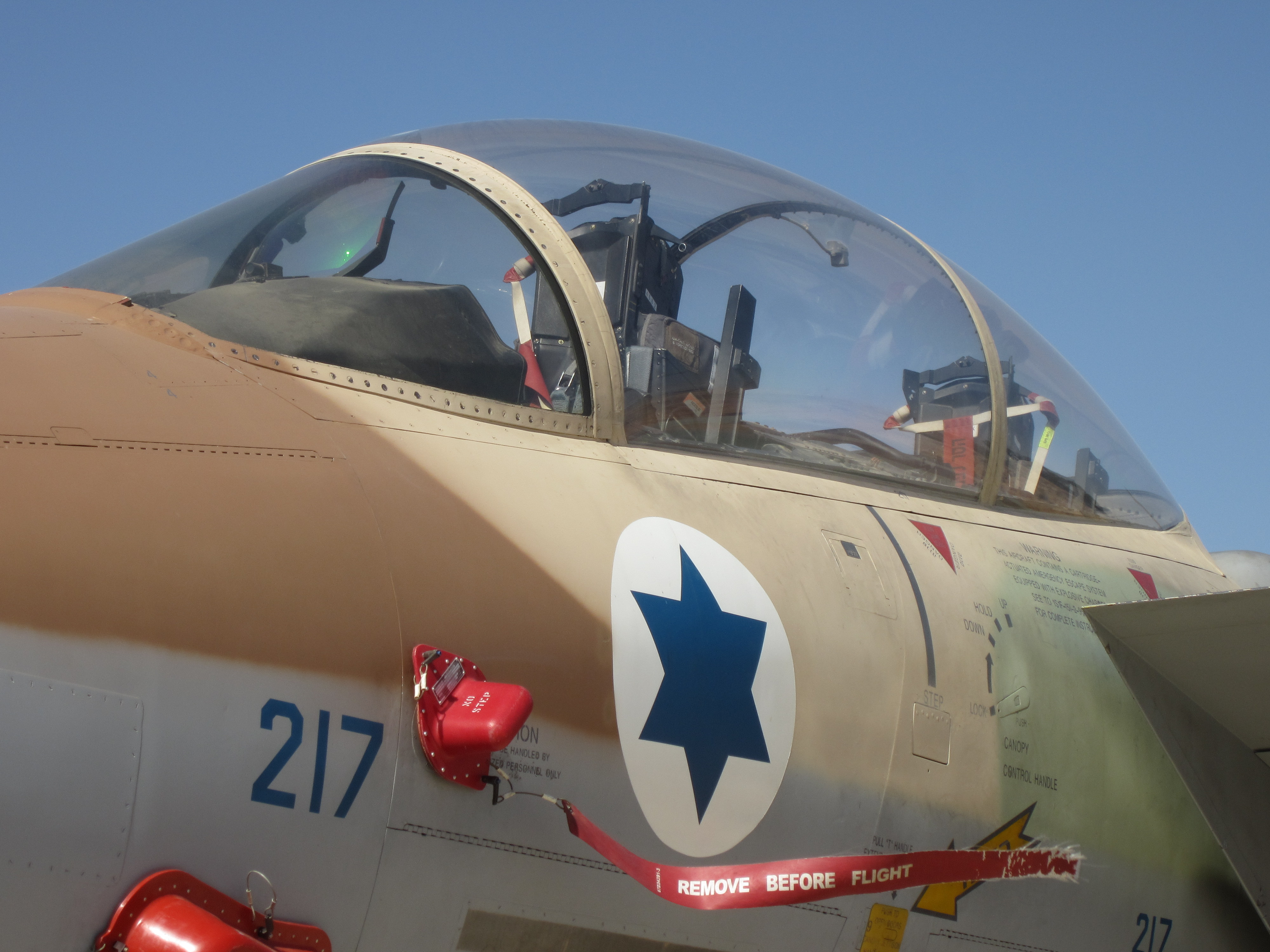
F-15I의 육각별

## 같이 보기
- 보잉 F-15E 스트라이크 이글
- 보잉 F-15SA
- 보잉 F-15SG
- F-15K
- AN/APG-63
- AN/APG-68
- AN/APG-65
- AN/APG-77